# Mahmut Demir
Mahmut Demir, född den 21 januari 1970 i Amasya, Turkiet, är en turkisk brottare som tog OS-guld i supertungviktsbrottning i fristilsklassen 1996 i Atlanta.